# Sebastià Crespí Valls
Sebastià Crespí Valls (Palma, 1899 - 1936) va ser un esperantista i polític balear.
Era fill de Sebastià Crespí Boscana. Va estudiar disseny i era delineant de professió. Va ser fundador i gerent de l'Associació de Delineants de Mallorca. Va treballar a l'Ajuntament de Palma. Esperantista actiu, va ser president de l'Esperantista Kublo Palma (1927-1928) i fundador de l'esperantista Grupo Lumo. Va ser militant d'Esquerra Republicana Balear i un dels impulsor del partit a Palma. Activista cultural, va ser corresponsal dels diaris Heraldo i El Sol de Madrid. També va escriure una obra de teatre i una novel·la.
Dos mesos després de la rebel·lió militar, el 10 d'octubre de 1936, a les 7 de la tarda, va ser arrestat juntament amb el seu cunyat i en la nit del 10 a l'11, varen ser afusellats pels franquistes al cementiri de Palma.